# نحن لسنا ملائكة (فلم 1989)
نحن لسنا ملائكة (بالإنجليزية: We're No Angels) فيلم كوميدي أمريكي لعام 1989، من إخراج نيل جوردان، وهو إعادة إنتاج فيلم عام 1955 والذي كان يحمل نفس العنوان. الفيلم من بطولة روبرت دي نيرو، وشون بن، وديمي مور. يتابع الفيلم هروب اثنين من المساجين وعليهم التنكر كقساوسة ويمروا بحصار الشرطة على الحدود إلى كندا بأمان. صدر الفيلم إلى دور العرض الأمريكية في 15 ديسمبر 1989. أختلف عليه النقاد، وحقق 10.5 مليون دولار، على ميزانية 20 مليون دولار.

## طاقم التمثيل
روبرت دي نيرو: في دور نيد
شون بن: في دور جيم
ديمي مور: في دور مولي
هويت أكستون: في دور الأب ليفيسك
برونو كيربي: في دور نائب الشرطة
راي ماكنالي: في دور مأمور السجن
جيمس روسو: في دور بوبي
والاس شون: في دور مترجم
جون سي رايلي: في دور الراهب الشاب
بالاشتراك مع: جاي برازو - كين بوهاي - إليزابيث لورانس - بيل مردوخ - جيسيكا جيكلز - فرانك سي تيرنر - ماثيو والكر - شيلة ميجيل - شون هوي - لويد بيري - ديفيد ماكليود - ريتشارد نيومان - فرانك توتينو - كارين إليزابيث أوستن - أنتوني هولاند - كوري داج - جاروين سانفورد - جاك اكرويد - جيمس كيدني - جيري بين - ريك بولتاروك.

## أحداث الفيلم
أثنين من المدانين في حقبة الكساد العظيم في ثلاثينيات القرن الماضي بالولايات المتحدة، نيد (روبرت دي نيرو)، وجيم (شون بن)، سُجنوا بتهم لن نعرفها من خلال الأحداث. مأمور السجن (راي ماكنالي) هو شخص قاسي، لا يرحم، وهو يجمع بعض المساجين لمشاهدة تنفيذ حكم الإعدام بالكرسي الكهربائي في السجين القاتل الشرير بوبي (جيمس روسو)، والذي ينجح في الهرب قبل إعدامه مصطحباً معه نيد وجيم. ينتهي الأمر بالاثنين في بلدة صغيرة شمال ولاية نيويورك بالقرب من الحدود الكندية الأمريكية، حيث يُعتقد السكان المحليين أنهما أثنين من القساوسة متوقعين وصولهم للدير المحلي. إنهم يريدون الفرار لكنهم لا يستطيعون ذلك، لأن سوء التفاهم، وحركة البحث الجارية على قدم وساق عن السجينين الهاربين، بالإضافة للمجرم الخطير بوبي، تجعل رحلتهم عبر الجسر إلى كندا شبه مستحيلة. يواصل نيد وجيم التنكر ككاهنين، يثق بهما الأب ليفيسك (هويت أكستون)، ويرحب بهما. تظهر فرصة للهرب في شكل موكب إلى الكنيسة الكندية الشقيقة للكنيسة الأمريكية عبر الحدود. يجب على كل كاهن مشارك إحضار شخص يحتاج إلى المساعدة، لذلك يقرر نيد وجيم اختيار الابنة الصماء، والبكماء لمولي (ديمي مور)، وهي غسالة، وعاهرة محلية. يقتل بوبي على يد الشرطة أثناء الموكب، وينقذ نيد ابنة مولي من الغرق، وبعد هذا الحدث تصبح الفتاة قادرة على الكلام. يصادق جم راهب شاب ويقرر البقاء في الدير ليصبح كاهنًا بالفعل، بينما يأخذ نيد مولي وابنتها إلى كندا.

## إنتاج الفيلم
كتب أ. كان بلاك: «بدا المشروع وكأنه لا يمكن أن يفشل، وروبرت دي نيرو وشون بن ثنائياً قابلاً للتمويل، لكن شركة باراماونت لم تكن مهتمًة بتخصيص ميزانية كبيرة له، كتبه صانع كلمات مشهور ويديره مخرج شاب مشهود». كاتب السيناريو ديفيد ماميت، اتخذ الفرضية الأولية من فيلم 1955 الذي يحمل نفس الاسم، لكنه ابتكر سيناريو جديدًا. على الرغم من أن القصة تدور في شمال ولاية نيويورك، فقد تم تصويرها في ميشن، كولومبيا البريطانية. تضمن تصميم المجموعة إنشاء مدينة كاملة على ضفاف النهر، بميزانية قدرها 2.5 مليون دولار كندي للمجموعة وحدها، وكانت الميزانية الأكبر لفيلم يتم إنتاجه في كندا حتى ذلك التاريخ.

## استقبال الفيلم
ظهر الفيلم في المرتبة الثامنة في شباك التذاكر بالولايات المتحدة. لم ينجح بالمثل في إيجارات الفيديو المنزلي.
منح موقع الطماطم الفاسدة الفيلم تقييماً مقداره 47% بناءاً على آراء 19 ناقداً سينمائياً، ومنحه موقع ميتاكريتيك 48% بناءاً على آراء 18 ناقداً.
أعجب روجر إيبرت بالفيلم، قائلاً: «روبرت دي نيرو، وشون بن لهما وجهان من أفضل الوجوه في الأفلام، وجهان مشدودين مع الكثير من الأذى في العيون.» نحن لسنا ملائكة«هو فيلم تم صناعته لتلك الوجوه، وإحدى متع مشاهدة الفيلم هي رؤيتهم ينظرون إلى بعضهم البعض جنبًا إلى جنب بينما يحاولون اكتشاف طريقة للخروج من الفوضى المعقدة التي يعيشون فيها»، ومنح الفيلم ثلاثة نجوم من أصل أربعة نجوم.
كتب الناقد جون هانسن في مراجعة بأثر رجعي (2019): «نحن لسنا ملائكة ربما تضررنا من كوننا غير جاذبين على السطح لكل من رواد السينما المتدينين وغير المتدينين، حيث تفترض كلتا المجموعتين أن الفيلم ليس مناسبًا لهما. ولكنه في الواقع لأي شخص يستمتع بالكوميديا المصممة بذكاء».

## روابط خارجية
- مقالات تستعمل روابط فنية بلا صلة مع ويكي بيانات